# 广州航海学院
广州航海学院（英語：Guangzhou Maritime University），是中华人民共和国广东省广州市人民政府管理的公办普通本科院校，也是华南地区唯一独立建制的海事本科院校。截至2023年3月，广州航海学院拥有教职工933人，全日制在校生13,472人，已为社会输送各类人才近6万人。

## 历史沿革
广州航海学院的前身是中华人民共和国交通部广州海运管理局创办于1964年的广州海运学校；1981年经国家交通部批准，广州海运学校与广州水运工业学校合并组建直属交通部的广州海运学校。
1992年，经国家教委批准，广州海运学校与武汉水运工程学院广州航海分部合并组建直属交通部的广州航海高等专科学校，1998年划转广东省人民政府管理。
2002年，经广东省人民政府批准，广州航务工程学校并入广州航海高等专科学校。
2013年，经国家教育部批准，广州航海高等专科学校升格为普通本科院校并更改为现名。
2018学年开始，广州航海学院不再招收专科。2019年，经广东省人民政府同意，广州航海学院成建制移交广州市人民政府管理。

## 广州交通大学
2017年广州市两会期间，政协委员曹志伟提交了《关于创办广州交通科技大学的建议》提案。该提案获省市两级政府重视，随后被列入广东省高校设置“十三五”规划（草案）和广州市委市政府2018年工作计划。2018年的穗台校长论坛上，广州航海学院院长邹采荣透露，省、市政府支持以广州航海学院为基础，整合广州民航职业技术学院、广东交通职业技术学院、广州铁路职业技术学院和广东邮电职业技术学院等广州地区交通类高等教育资源来创办“广州交通大学”。新校名引发热议，有网友认为该校“碰瓷”交通大学之名。
2019年，广州市政府正式批复广州交通大学选址在黄埔区。2020年7月，《广州交通大学筹建工作方案》获批，“广州交通大学（筹）”登记并挂牌。2021年4月，广州交通大学建设项目获批，将在广州航海学院黄埔校区基础上扩建。2025年五月，交通运输部印发《交通运输部关于广州航海学院开展粤港澳大湾区航运高质量发展研究中心平台建设等交通强国建设试点工作的意见》，广州航海学院正式获批交通强国建设试点单位。

## 教学机构
- 海运学院
- 轮机工程学院
- 船舶与海洋工程学院
- 信息与通信工程学院
- 土木与工程管理学院
- 港口与航运管理学院
- 航运经贸学院
- 外语学院
- 艺术设计学院
- 国际邮轮游艇学院
- 国际交流学院
- 马克思主义学院
- 公共体育教学部
- 基础教学部（人文社科部）